# Beamys hindei
Beamys hindei és una espècie de mamífer rosegador de la família dels nesòmids, l'única del gènere monotípic Beamys. Viu a Kenya, Malawi, Tanzània i Zàmbia. Els seus hàbitats naturals són els boscos primaris, els boscos talats de manera selectiva i els boscos riberencs. Està amenaçat per la tala d'arbres i l'expansió dels camps de conreu. Es troba entre els murins més rars de l'Àfrica oriental. El seu hàbitat natural són els boscos situats a entre 0 i 2.100 msnm. Igual que els altres cricetomins, té sacs bucals que, en aquest cas, poden contenir 100 g de blat de moro amb facilitat. Es diferencia dels seus parents propers del gènere Saccostomus, que tenen aproximadament la mateixa mida i el mateix color, per tenir una cua més llarga.
L'espècie fou anomenada en honor del metge militar britànic Sidney Langford Hinde.